# Idaea subversaria
Idaea subversaria är en fjärilsart som beskrevs av De la Harpe 1864. Idaea subversaria ingår i släktet Idaea och familjen mätare. Inga underarter finns listade i Catalogue of Life.